# PITX2

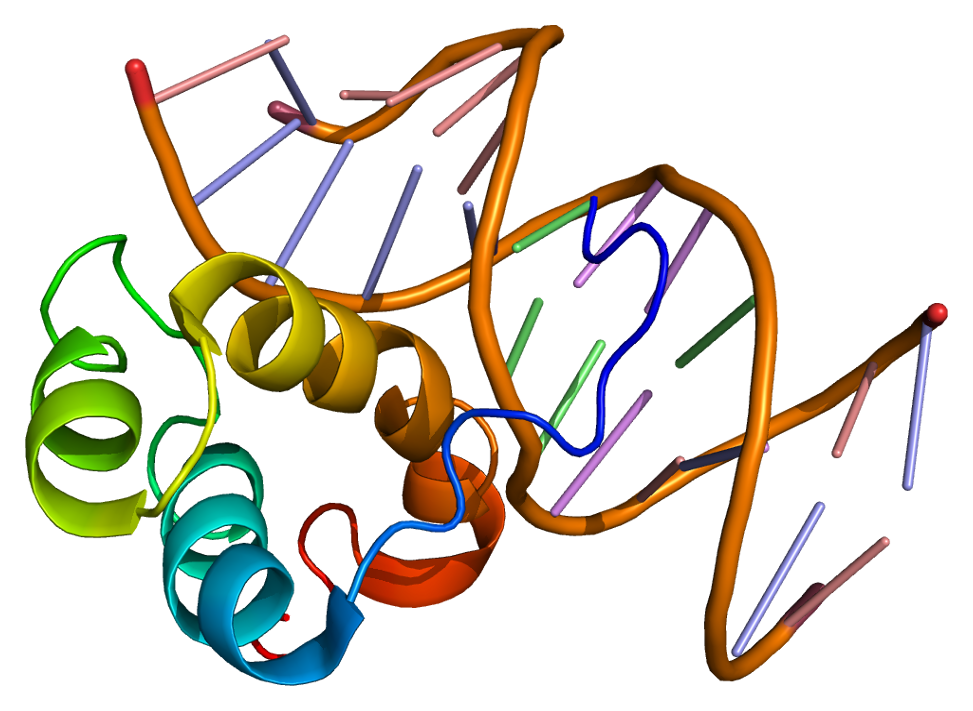
Estructura de la proteína PITX2. Basado en la representación PyMOL de PDB 1yz8.

PITX2 es un gen que codifica para el factor de transcripción PITX2. Forma parte de la familia de factores de transcripción homeobox constituido por PITX1, PITX2 y PITX3. Cada uno de ellos se expresa de forma diferencial en tejidos y desempeñan funciones características en distintos órganos, desempeñando un importante papel durante la morfogénesis embrionaria y en el mantenimiento del músculo esquelético adulto.

## GenPITX2
En humanos se localiza en el cromosoma 4 (4q25). Todas las isoformas de PITX2 comparten una región homeodominio de unión a la secuencia TAATCC de ADN.
PITX2 presenta tres isoformas generadas por empalme alternativo a partir del promotor del gen PITX2 (PITX2a, PITX2b y PITX2c). Es altamente expresado en ratones y en humanos durante el desarrollo. La isoforma PITX2d, es única en humanos y actúa como represor de las isoformas PITX2a y PITX2c.
Mutaciones en PITX2 en humanos se asocian con el síndrome de Axenfeld-Rieger, distrofia muscular fascículo humeral y con cataratas congénitas.

## Funciones
PITX2 regula la expresión de genes de varios canales de potasio y de calcio contribuyendo a la repolarización de células excitables. Regula genes implicados en fibrilación auricular como TBX5, KCNJ2 o KCNN3.

### Desarrollo embrionario
PITX2 se describió por primera vez en la embriogénesis, en el proceso de asimetría de diferentes órganos. Se expresa en el lado izquierdo del corazón y tubo digestivo de ratones, de manera que su falta de expresión conduce a la localización de los órganos en el lado contrario.
En el sistema cardiaco participa en el proceso de formación del nodo sinoauricular en la aurícula derecha, durante el proceso de morfogénesis asimétrica. Dicha localización es necesaria para generar la actividad marcapasos, aunque PITX2 también se sitúa en el lado izquierdo, y es responsable de la asimetría cardiaca.
Se ha comprobado la expresión de PITX2 en dermomiotomos y la presencia de la proteína PITX2 en mioblastos y en los brotes de extremidades. Mediante diferentes experimentos se demostró que PITX2 era un marcador de linaje muscular. Las células marcadas con PAX3, marcador de células madre musculares, también presentaban marcaje de PITX2 lo que muestra su importancia en la morfogénesis muscular. PITX2 regula de forma directa la expresión del gen MyoD durante el proceso de diferenciación miogénica, en cooperación con MYF5 y MYF6. Además, controla la proliferación de las células musculares y expresa precursores miogénicos como Tbx1.

### Tejido adulto
PITX2 permanece expresado en la aurícula izquierda tras el desarrollo embrionario tanto en ratones como humanos. La pérdida o alteración de PITX2 durante este proceso por diversas mutaciones conduce una falta de supresión de la actividad marcapasos generada en la aurícula izquierda, causando una actividad eléctrica ectópica. PITX2 ayuda a mantener las células precursoras miogénicas proliferativas, necesarias para la reparación muscular y contribuye a la diferenciación de mioblastos.

#### Fibrilación auricular
Se ha visto asociación entre el gen PITX2 y la fibrilación auricular, ya que se han encontrado diversidad mutaciones por polimorfismo de nucleótido simple que afectan al promotor de PITX2 (4q25). Se ha comprobado en diferentes grupos un aumento de susceptibilidad a fibrilación auricular cuando la expresión de PITX2 se encontraba reducida.
Por medio de estudio de asociación del genoma completo o GWAS se ha podido comprobar que polimorfismos en PITX2 se asocian con un riesgo incrementado de fibrilación auricular, en todas las poblaciones a nivel global, inclusive aquellas personas de poblaciones de ascendencia africana, pese a que presentan una menor incidencia de fibrilación auricular.